# توسمانی (بوتان)
توسمانی (به لاتین: Tosumani) یک منطقهٔ مسکونی در بوتان (کشور) است که در Lhuntse District واقع شده‌است.